# Wehrkreise

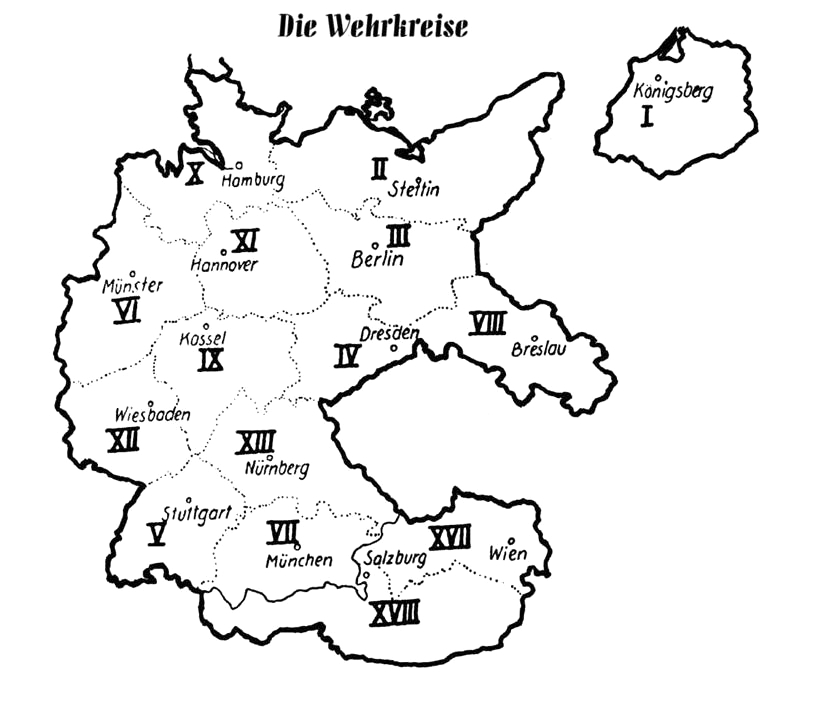
Wehrkreise nel 1939

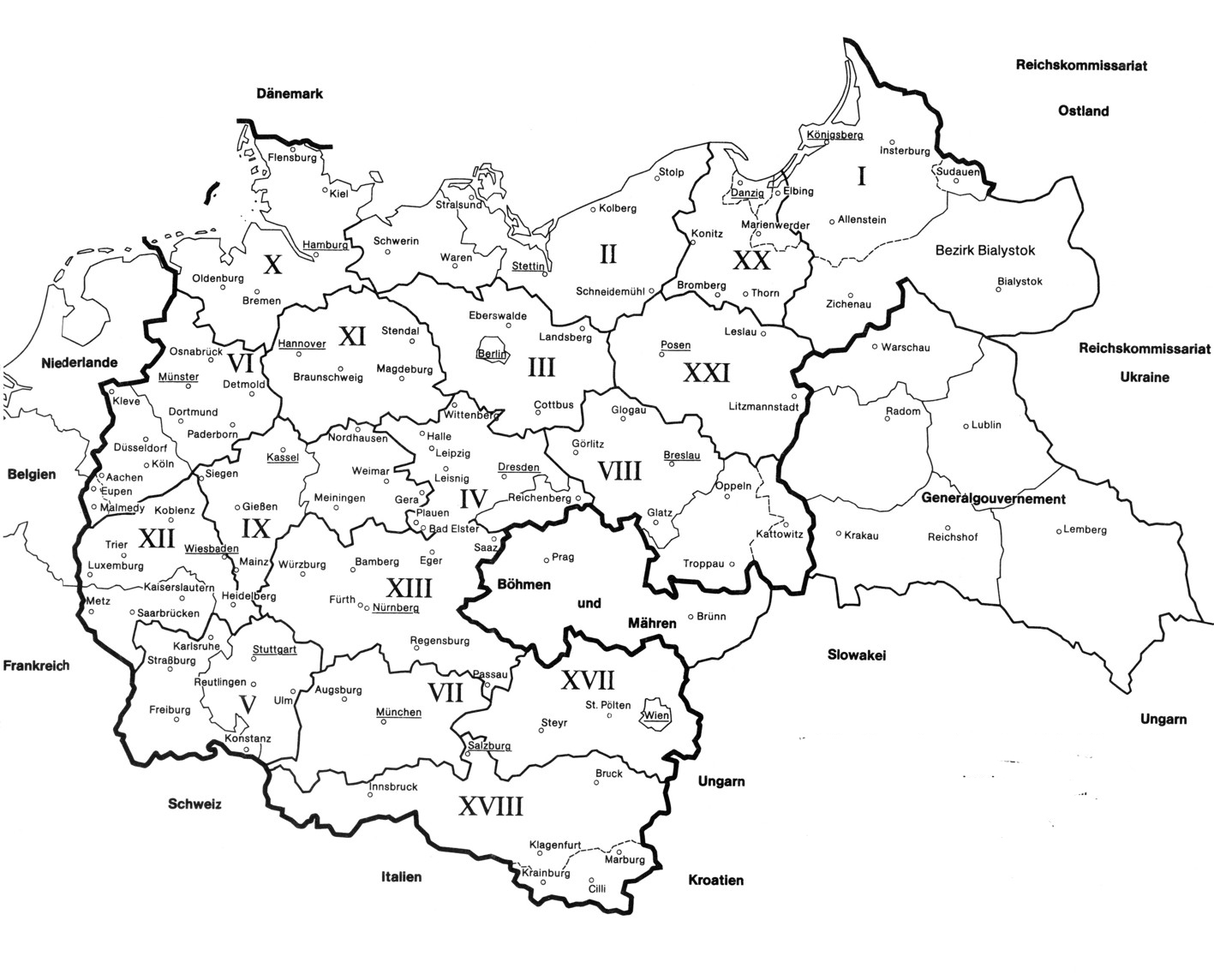
Wehrkreise tra il 1943 e il 1944

I Wehrkreise (letteralmente "circondari militari") erano le principali suddivisioni territoriali militari in cui fu divisa la Germania nazista dal 1933 al 1945. I vari Wehrkreise erano la base di varie divisioni e disponevano di centri di reclutamento, scuole e reparti di addestramento per organizzare ed equipaggiare continuamente nuove divisioni da inviare all'esercito combattente. Il numero di questi variò notevolmente nel corso della Guerra.
Nel 1939, allo scoppio della Secondo Conflitto Mondiale, la Germania disponeva 18 di queste regioni speciali. Nel 1944, erano diventate 21.